# 世界佛教僧伽會
世界佛教僧伽会（英語：World Buddhist Sangha Council），简称世僧会，英文缩写，国际佛教非政府组织，其宗旨是「團結世界各地佛教僧伽，宗本佛陀慈悲教義，謀求世界和平，共創人間的平等與和諧」。釋悟明（台灣）曾任第五、六屆會長暨永久榮譽會長，現任榮譽會長釋覺光（香港）、釋心珠（加拿大，越南裔），現任會長爲釋了中（台灣）。現任會長為釋慧雄

## 歷史
- 1966年，於斯里蘭卡科倫坡成立。
- 1967年，世僧會第一次會議上通過了《上座部佛教与大乘佛教的基本共识》（英語：Basic Points Unifying the Theravāda and the Mahāyāna）。
- 1981年，總會秘書處遷往台北，白聖長老任會長。
- 1989年4月，白聖長老圓寂，由悟明長老繼任會長。
- 2000年，了中長老接任會長。
- 2022年3月9日，了中長老圓寂，由原首席副會長暨印尼大叢山住持慧雄長老繼任會長。
- 2024年3月4日，由於新西蘭開會 慧雄 長老 擔任會長

## 組織
- 榮譽會長
  - 榮譽副會長

- 長老會
  - 會長
    - 副會長
      - 秘書長（中文、英文）
        - 副秘書長（中文、英文）

組織架構
- 秘書處：正副秘書長、總財務長
  - 弘法委員會：以下委員會設正副主任委員、委員
  - 教育委員會
  - 福利委員會
  - 教制委員會
  - 青年委員會
  - 財務委員會
  - 文化委員會
  - 研發委員會
  - 聯絡委員會
  - 編譯委員會
  - 諮議委員會
  - 淨化委員會
  - 尼眾委員會

## 宗旨
1. 發展世界佛教僧伽之組織與交流。
2. 協助各地僧伽推動弘法利生之工作。
3. 促進各派傳承之僧伽融合與關係。
4. 宗本佛陀慈悲教義謀求世界和平。[2]

## 外部鏈接
- 世界佛教僧伽會官網 （页面存档备份，存于）